# Henk Lubberding
Henk Lubberding (Voorst, 4 agosto 1953) è un ex ciclista su strada olandese.
Professionista dal 1977 al 1992, vinse tre tappe al Tour de France, la classifica giovani nel 1978 e per un giorno indossò la maglia gialla nel 1988. Vinse anche due edizioni dei campionati olandesi in linea e la Gand-Wevelgem nel 1980.

## Carriera
Lubberding si mise in luce nel Grand Prix de l'Avenir nel 1976, quando riuscì a vincere una tappa e concluse al terzo posto nella classifica generale finale, risultati che gli valsero il primo contratto da professionista con la TI-Raleigh.
Nei primi anni da professionista si mise in luce al Tour de France: nel 1977 fu ventiseiesimo, ottenendo anche un quinto posto nella ottava tappa, mentre al Tour dell'anno successivo si aggiudicò la maglia bianca, dedicata alla speciale classifica dei giovani, vinse la tappa con arrivo a Pau e chiuse la classifica generale all'ottavo posto. Fra gli altri risultati di quelle prime due stagioni vi furono il secondo posto al Tour du Haut Var nel 1977, mentre nel 1978 colse l'ottavo posto alla Freccia Vallone, il quinto al Trofeo Baracchi, ma soprattutto la vittoria ai campionati nazionali in linea e in una tappa del Tour de Suisse.
Nel 1979 confermò il titolo nazionale, mentre al Tour non riuscì a ripetersi. Quell'anno fu comunque terzo al Tour de Romandie, secondo al Critérium du Dauphiné Libéré, quarto alla Parigi-Nizza, ottavo al Tour de Suisse, secondo nella Amstel Gold Race e terzo al Trofeo Baracchi. L'anno successivo vinse la Gand-Wevelgem, una tappa al Tour de France dove chiuse al decimo posto, e una tappa al Tour Méditerranéen dove chiuse al secondo posto; fu inoltre sesto nella Freccia Vallone e settimo nella Parigi-Nizza.
Nel 1981 fu settimo nella Tirreno-Adriatico e quinto al Tour de Suisse, mentre nel 1982 vinse la Ronde van Midden-Zeeland e fu secondo nella seconda tappa del Tour de France. Nel 1983 ottenne numerosi successi e piazzamenti, fra cui una tappa al Tour de France, chiuso ancora al decimo posto e in cui fu squalificato nella tappa con arrivo a Saint-Étienne, che era ugualmente riuscito a vincere ma con una scorrettezza nei confronti di Michel Laurent, spinto verso le transenne. In quella stagione fu inoltre secondo nel campionato nazionale, nella Ronde van Limbourg, ottavo nella Volta Ciclista a Catalunya e nel Giro dei Paesi Bassi e quinto nella Liegi-Bastogne-Liegi.
Nel 1984, con lo scioglimento della TI-Raleigh, passò alla Panasonic seguendo il direttore sportivo Peter Post; in stagione fu ancora secondo nel campionato nazionale e sesto nella Freccia Vallone. Nel 1985 vinse il Tour of Norway e una tappa al Tour Méditerranéen, fu poi quinto nel Campionato di Zurigo e quarto nella Veenendaal-Veenendaal. Nel 1986 prese parte al suo primo Giro d'Italia che concluse nelle posizioni di rincalzo e senza particolari risultati. Iniziò anche un lento declino con sempre minori risultati, una vittoria di tappa nel Tour de Trump, concluso al secondo posto nella generale, nel 1989 e un sesto posto nella Veenendaal-Veenendaal nel 1992 saranno gli ultimi acuti.

## Palmarès
- 1975 (dilettanti)

Ronde van Limbourg
2ª tappa Girvan
- 1976 (dilettanti)

6ª tappa Grand Prix de l'Avenir
- 1978 (TI-Raleigh, tre vittorie)

Campionati olandesi, Prova in linea
10ª tappa Tour de France (Biarritz > Pau)
4ª tappa, 1ª semitappa Tour de Suisse (Oftringen > Soletta)
- 1979 (TI-Raleigh, quattro vittorie)

Campionati olandesi, Prova in linea
9ª tappa, 1ª semitappa Tour de Suisse (Horgen > Lenzburg)
Prologo Tour de Romandie (Neuchâtel, cronosquadre)
Prologo Tour d'Indre-et-Loire
- 1980 (TI-Raleigh, cinque vittorie)

Gand-Wevelgem
3ª tappa Tour de France (Metz > Liegi)
7ª tappa, 1ª semitappa Volta Ciclista a Catalunya (Vic, cronometro)
5ª tappa Tour Méditerranéen
2ª tappa Étoile de Bessèges
- 1981 (TI-Raleigh, una vittoria)

Voorthuizen (cronocoppie con Gerrie Knetemann)
- 1982 (TI-Raleigh, due vittorie)

Ronde van Midden-Zeeland
Voorthuizen (cronocoppie con Joop Zoetemelk)
- 1983 (TI-Raleigh, tre vittorie)

Grand Prix d'Antibes
13ª tappa Tour de France (Roquefort-sur-Soulzon > Aurillac)
4ª tappa Tour de Romandie (Leukerbad > Nyon)
- 1985 (Panasonic, tre vittorie)

2ª tappa Giro di Norvegia
Classifica Giro di Norvegia
4ª tappa 1ª semitappa Tour Méditerranéen
- 1989 (Panasonic, una vittoria)

2ª tappa Tour de Trump

### Altri successi
- 1974 (dilettanti)

Criterium di Arnhem
- 1977 (TI-Raleigh)

Criterium di Steenwijk
Criterium di Sittard
- 1978 (TI-Raleigh)

4ª tappa Tour de France (Évreux > Caen, cronosquadre)
Criterium di Sas van Gent
- 1979 (TI-Raleigh)

Classifica giovani Tour de France
4ª tappa Tour de France (Captieux > Bordeaux, cronosquadre)
8ª tappa Tour de France (Deauville > Le Havre, cronosquadre)
Ronde van Pijnacker (criterium)
Criterium di Schijndel
Criterium di Pijnakker
Criterium di Geleen
Criterium di Heerhugowaard
Criterium di Venhuizen
- 1980 (TI-Raleigh)

1ª tappa, 2ª semitappa Tour de France (Wiesbaden > Francoforte sul Meno, cronosquadre)
7ª tappa, 1ª semitappa Tour de France (Compiègne > Beauvais, cronosquadre)
Criterium di Ossendrecht
Criterium di Echt
Criterium di Egmond aan Zee
- 1981 (TI-Raleigh)

1ª tappa, 2ª semitappa Tour de France (Nizza, cronosquadre)
4ª tappa Tour de France (Narbonne > Carcassonne, cronosquadre)
Criterium di Tiel
Criterium di Egmond aan Zee
Criterium di Bavel
Criterium di Woerden
- 1982 (TI-Raleigh)

9ª tappa, 1ª semitappa Tour de France (Lorient > Plumelec, cronosquadre)
Wielerronde van Boxmeer-Daags na de Tour (criterium)
Criterium di Heerhugowaard
Criterium di Nacht van Hengelo
Criterium di Boxmeer
- 1983 (TI-Raleigh)

Acht van Chaam (criterium)
Profronde van Wateringen (criterium)
Criterium di Twello
Criterium di Tiel
Criterium di Mijl van Mares
- 1984 (Panasonic)

Criterium di Oudenbosch
Criterium di Kampen
Criterium di Simpelveld
Criterium di Nacht van Hengelo
Derny di Noordwijk-aan-zee
- 1985 (Panasonic)

Criterium di Ede
Criterium di Schijndel
- 1986 (Panasonic)

Kermesse di Deurne
- 1987 (Panasonic)

Ronde van Pijnacker (criterium)
- 1988 (Panasonic)

2ª tappa Tour de France (La Haie-Fouassière > Ancenis, cronosquadre)
Ronde van Pijnacker (criterium)
- 1989 (Panasonic)

Criterium di Steenwijk
Derny di Noordwijk-aan-zee
- 1990 (Panasonic)

Criterium di Tiel
- 1991 (Panasonic)

Criterium di Mijl van Mares
- 1992 (Panasonic)

Criterium di Maarheeze

## Piazzamenti

### Grandi Giri
- Giro d'Italia

1986: 96º
1987: 69º
1988: 69º
1989: 69º
- Tour de France

1977: 26º
1978: 8º
1979: 18º
1980: 10º
1981: 54º
1982: 46º
1983: 10º
1984: 40º
1985: 82º
1986: ritirato
1987: 95º
1988: ritirato
1989: 119º
- Vuelta a España

1991: 97º

### Classiche monumento
- Milano-Sanremo

1978: 114º
1979: 66º
1980: 29º
1982: 51º
1983: 16º
1985: 72º
1986: 62º
1988: 48º
1990: 34º
- Giro delle Fiandre

1976: 24º
1979: 16º
1980: 20º
1982: 45º
1983: 23º
1986: 28º
- Parigi-Roubaix

1978: 29º
- Liegi-Bastogne-Liegi

1978: 12º
1979: 25º
1980: 13º
1982: 17º
1983: 5º
1984: 36º
1985: 42º
1987: 44º
1988: 65º
1989: 47º
- Giro di Lombardia

1979: 24º
1988: 34º
1990: 56º

### Competizioni mondiali
- Campionati del mondo

San Cristóbal 1977 - In linea: ritirato
Nürburgring 1978 - In linea: ritirato
Valkenburg 1979 - In linea: 5º
Sallanches 1980 - In linea: ritirato
Praga 1981 - In linea: ritirato
Goodwood 1982 - In linea: ritirato
Altenrhein 1983 - In linea: ritirato
Barcellona 1984 - In linea: ritirato
Giavera del Montello 1985 - In linea: 56º